# Marguerite Lavigne
Pour les articles homonymes, voir Lavigne.
 Marguerite Lavigne, née Marguerite Bourgogne à Asnières le 30 mai 1878 et morte à Paris 8e le 25 novembre 1921, est une actrice de théâtre et de cinéma française. 

## Biographie
Marguerite Lavigne est la fille de la comédienne Alice Lavigne, artiste du théâtre du Palais-Royal.
En 1898, elle est engagée au Palais-Royal dirigé par Paul Mussay et Léopold Boyer. Elle débute dans Chéri !, puis dans une reprise de Un fil à la patte.
Elle passe au Vaudeville, au Gymnase, au théâtre de Réjane, au théâtre Antoine, au théâtre du Gymnase, aux Bouffes-Parisiens.

## Vie privée
Elle se marie avec le peintre Jean van Brock.

## Création
Au Théâtre du Palais-Royal

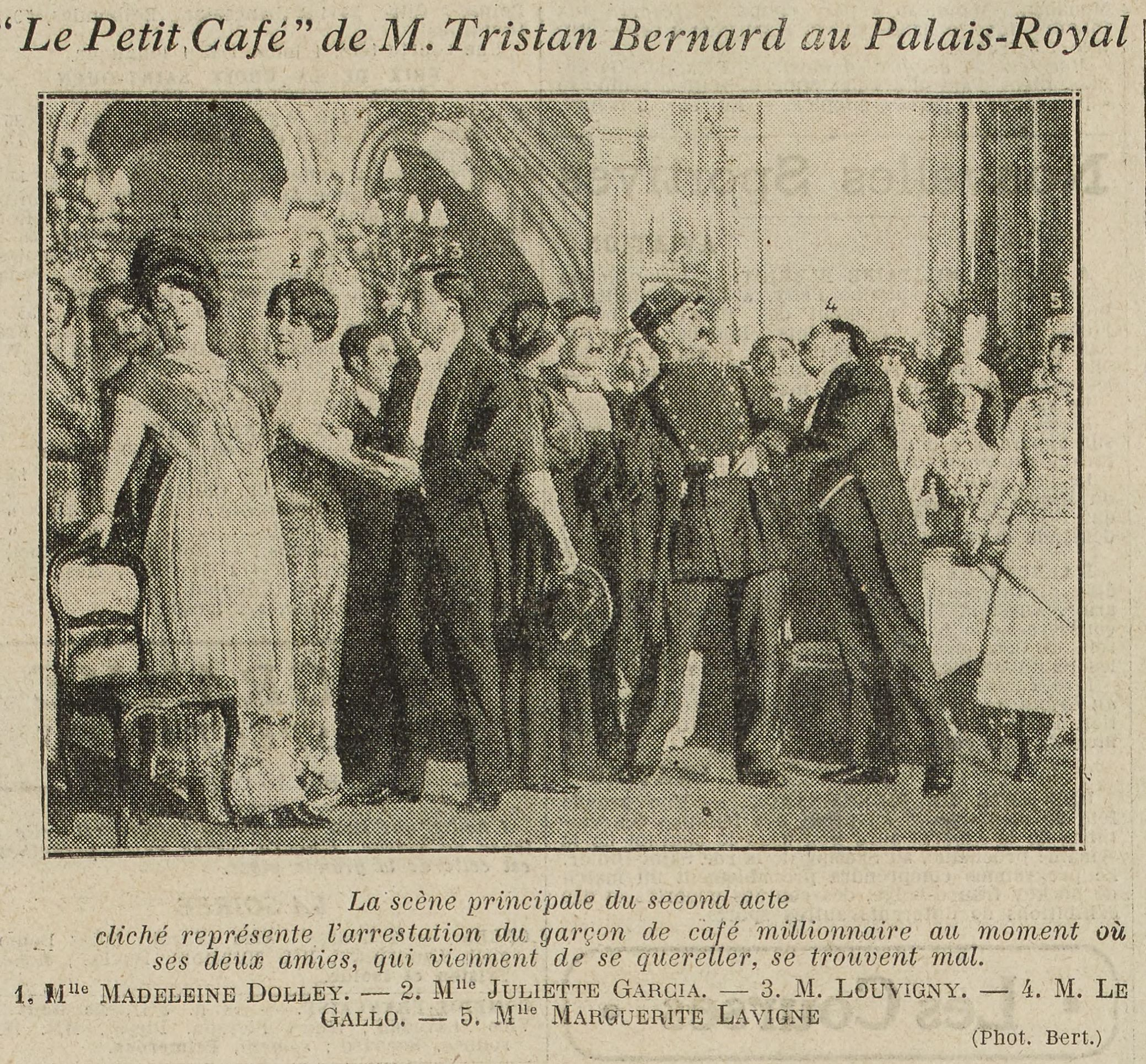
Le Petit Café de Tristan Bernard

- 1898 : Chéri ! de Paul Gavault et Victor de Cottens : Félicie, 13 décembre[5]
- 1910 : L'Enfant du mystère, vaudeville d’Eugène Joullot et Alévy : Clémence, 22 septembre
- 1911 : Aimé des femmes, vaudeville de Maurice Hennequin et Georges Mitchell : Finette, 2 mai
- 1911 : Le Coup du berger d’Alexandre Bisson et Marc Sonal : Rosalie, 29 juillet
- 1911 : Le Petit Café de Tristan Bernard : Edwige, 12 octobre[6]
- 1913 : Les Deux Canards de Tristan Bernard et Alfred Capus : Amélie Flache, 3 décembre[7]

Au Théâtre du Vaudeville
- 1900 : La Robe rouge d’Eugène Brieux : Bertha Vagret, 14 mars[8]

Au Théâtre du Gymnase
- 1905 : Le Cœur d'Angélique d'Edmond Guiraud[9]

Au Théâtre des Nouveautés
- 1905 : Florette et Patapon, pièce en trois actes, de Pierre Véber et Maurice Hennequin, représentée pour la première fois à Paris  le 20 octobre 1905[10].

Au Théâtre Réjane
- 1907 : Paris New-York de Francis de Croisset et Emmanuel Arène : Mlle Cochart-Martin, 16 mars[11]

Au Théâtre Antoine
- 1907 : L'Homme rouge et la Femme verte de Hugues Delorme et Armand Numès[12]

Aux Bouffes Parisiens
- 1909 : Lysistrata de Maurice Donnay : Lampito, 30 octobre[13]

## Cinéma
- 1912 : Pianiste par amour de Georges Denola
- 1912 : Le Chercheur de truffes de Georges Denola
- 1913 : Bout de Zan au bal masqué de Louis Feuillade
- 1913 : Bout de Zan et le Lion de Louis Feuillade
- 1913 : Bout de Zan et le Crocodile de Louis Feuillade
- 1914 : Bout de Zan a la gale de Louis Feuillade